# 已阅门
已阅门，指2009年8月11日浙江省宁波市鄞州区政府网站互动平台中，网民咨询邱隘镇道路出行难的问题仅仅获得“已阅”两字回复的事件。这一事件遭到了当事人和网民的讽刺和声讨，也使中国大陆政府和政府网站中存在的官僚作风得到媒体和社会的关注。

## 事件经过
2009年8月5日，网民“天生我才2”在鄞州区“区长信箱”中反映关于邱隘镇断头路导致居民出行难的问题：
信件标题：兴宁东路延伸到盛莫路问题 发信时间：2009-08-05 13:21:53

领导好，我想问一下，邱隘居民一直以来都存在出行难的问题。规划上说兴宁东路近期要延伸下来跟邱隘的盛莫路连接起来，不知道具体什么时候实行？？希望政府能够几块解决我们出行难的问题！谢谢
2009年8月11日，区长信箱回复：
受理编号：00029346 反馈时间：2009-08-11 08:18:00

已阅
提问者当天将回复的截图发送到宁波本地的天一论坛上，称之为“牛X的鄞州区区长信箱回复”，这样的回复方式随即遭到网友抨击和辛辣讽刺。同时，有网友也列举了自己的类似经历。

## 媒体报道与官方反应
新华社今日早报于2009年8月15日对此事件进行了报道。报道中叙述了鄞州区“区长信箱”受理中心主任陈荣华的采访。陈证实网民的反映属实，并指出办理结果由鄞州区交通局填写，而填写的结果“区长信箱”管理方无法进行管理。对于“已阅”的回复，陈在认为这一回复表示“相关部门会重视起来”的同时，也认为，“已阅”的回复，过于“简单机械”。而鄞州区交通局则向记者表示，对于转给他们的信件，“不需要具体办理，看一下就可以”。但对于这样的解释，网民并不接受，认为“已阅”的回复仅仅是敷衍而已。此后，陈向媒体解释，是“软件设计不尽合理”导致将内部信息转变为公开内容。
据报道，“已阅门”事件得到了鄞州区区长薛维海的重视，要求对于转发的内容，受理部门不允许只填“已阅”了事。同时，鄞州区政府对网上信访中曾经出现的其他问题也进行了批评，并制定了整改方案。

## 相关评论
由于“已阅门”所体现的问题在中国大陆具有共性，因而这一事件受到了中国大陆媒体的广泛关注。大多数媒体评论认为，“已阅门”是网络时代的官腔，损害了民众对官员的信任。但也有评论认为，能够对市民的意见作出回应，已经是一种进步。